# Вэй Боян
Вэй Боя́н (кит. упр. 魏伯陽, пиньинь Wei Boyang) — знаменитый даос II века, по преданию достигший бессмертия, известный своими работами по даосской алхимии.
Вэй Боян — автор трёхтомного трактата «Цаньтунци» (кит. 參同契). Он считается также первым, описавшим химический процесс производства пороха в 142 году.
В 121 году Вэй Боян был приглашён ко двору императора, но отказался от должности. Он отправился в горы на поиски эликсира бессмертия.
Его трактат «Цаньтунци» считается одним из самых авторитетных сочинений по внутренней алхимии, на который опираются многие сочинения. Этот трактат является самым древним текстом по внутренней алхимии, однако ведутся споры по поводу его датировки.
Это был первый трактат, который рассматривал алхимическую символику и символику Ицзина как описание процессов внутри человека. Достижение бессмертия выражается как серия медитаций, при этом алхимические реакции в теле подчинялись определённым законам гармонии — соответствия календаря, естественных природных ритмов, фаз Луны, сезонов года и внутренних процессов — потоков энергии ци по меридианам и работа внутренних органов человека.
Идеи, высказанные Вэй Бояном в трактате «Цаньтунци», получили позднее, в эпохи Тан и Сун, широкое развитие, на основании этого трактата строил свои построения знаменитый даос Чэнь Туань.